# HTC One
El HTC One es un teléfono inteligente de alta gama fabricado por HTC. Se dio a conocer el 19 de febrero de 2013, es el teléfono inteligente insignia de HTC en 2013, es el sucesor del entonces insignia en 2012, HTC One X, un dispositivo que fue aclamado por la crítica, pero comercialmente fracasado debido en parte a los esfuerzos de comercialización insuficientes. El HTC One fue desarrollado con un mayor énfasis en el hardware exclusivo y funciones de software como un marco monocasco de aluminio, dos altavoces estéreo en la parte frontal, una imagen puesta en práctica con el sensor UltraPixel por su cámara, y las nuevas características de software propietario, como una versión actualizada de la interfaz de HTC Sense, la interfaz de canal de contenido BlinkFeed, y la función de cámara Zoe. HTC One fue universalmente elogiado por su diseño de hardware y bien recibido por sus características de software.
El HTC One se puso a disposición de 185 operadores de telefonía móvil y los principales minoristas en más de 80 países y regiones a partir de marzo de 2013. A pesar de los retrasos, el HTC One ha vendido alrededor de 5 millones de unidades en sus dos primeros meses de disponibilidad en todo el mundo, y para mediados de 2013, el HTC One se había convertido en el lanzamiento más exitoso en la historia de la compañía.
HTC ha reconocido que la cámara tiene problemas tomando fotos en condiciones de poca luz, pero ya está trabajando en arreglarlo.

## Cámara y sonido
El HTC One Cuenta con una cámara de 4 Megapíxeles con tecnología Ultrapixel, que significa que cada pixel es más grande que los de los teléfonos con los que compite(4 µm2 vs <2 µm2) ), lo cual en conjunto con su lente F2.0 y su estabilizador de imagen permite que capte una mayor cantidad de luz mejorando sustancialmente el desempeño en situaciones con poca luz
La cámara es capaz de componer fotografías HDR, disparar en modo ráfaga , ajustar inteligentemente el nivel de flash y grabar vídeo en FullHD 1080p
La cámara Frontal, por otra parte , tiene una resolución de 2,1 Megapíxeles (1920x1080) y también es capaz de grabar video en FullHD 1080p
Por otro lado, incorpora dos altavoces estéreo frontales con amplificadores incorporados.

## Sense TV
Con Sense TV, se pueden seleccionar los canales de televisión, acceder a la guía de programación, que Sense TV avise cuando se emitan y ajustar el audio.

## Conectividad
- Conector de sonido estéreo de 3,5 mm.
- Compatible con NFC.
- Bluetooth 4.0 con aptX™ activado.
- Wi-Fi.
- DLNA para transmitir contenido multimedia de forma inalámbrica desde el teléfono a un televisor u ordenador compatible.
- Compatible con mando a distancia infrarrojo comercial.
- Puerto micro-USB 2.0 (cinco patillas) con enlace de vídeo de alta definición móvil (MHL) para conexión USB o HDMI (para la conexión HDMI es necesario un cable especial).
- HTC Connect.
- Pantalla inalámbrica Miracast estándar.[3]
- Red tanto 2G, como 3G y como 4G.